# Shangguan Zhou
Shangguan Zhou (chinois : 上官周 ; pinyin : Shàngguān Zhōu), parfois orthographié Kuan-Shou, né en 1665 dans le Xian de Changting, province du Fujian, en Chine, sous la Dynastie Qing, est un artiste peintre du cercle des Hakka minxi (zh) (闽西), spécialisé dans les portraits et les shanshui (paysages de montagne et d'eau).
Lors de la 8e année du règne de Qianlong, en 1743, il publie Wanxiaotang 晚笑堂画传.

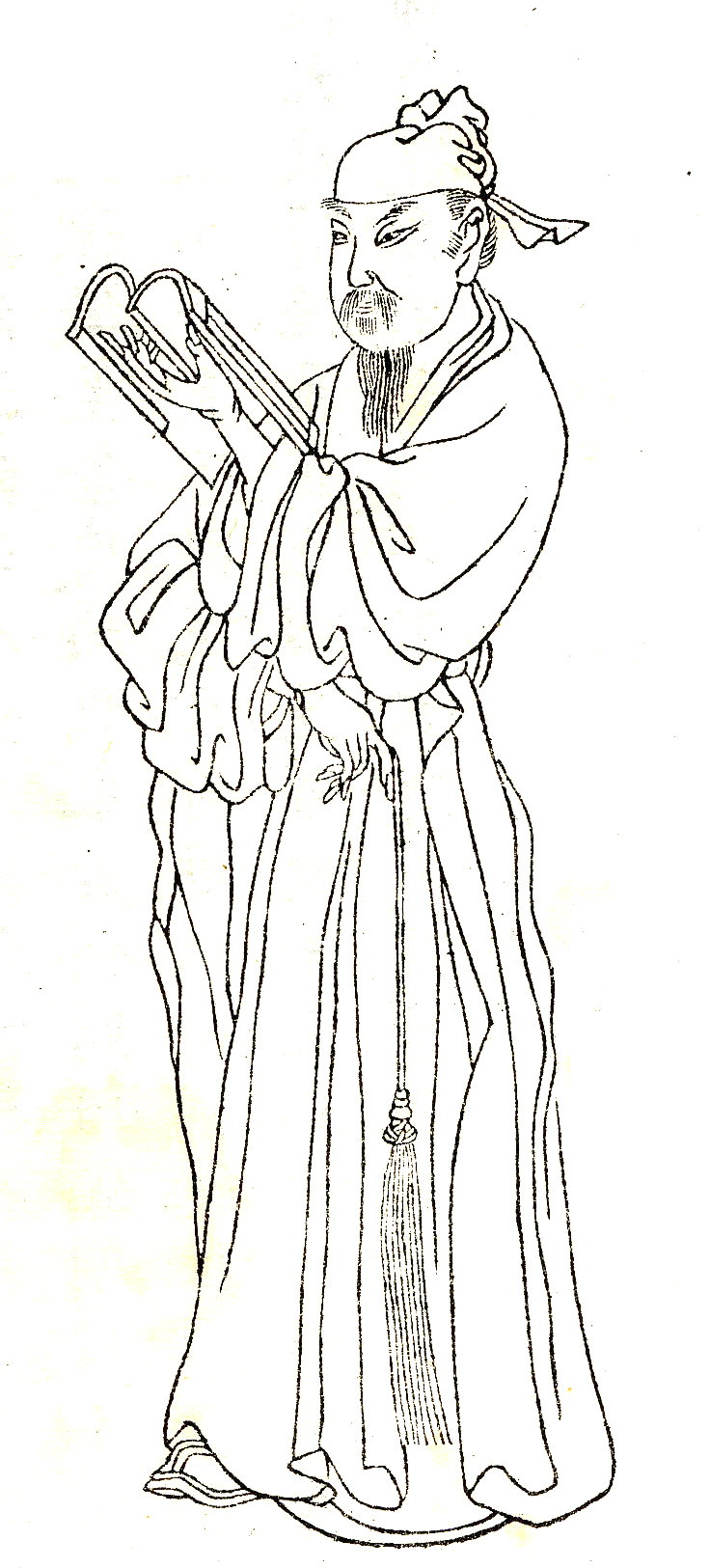
Song Lian dessiné par Shangguan Zhou